# Amber (Oklahoma)
Amber es un pueblo ubicado en el condado de Grady en el estado estadounidense de Oklahoma. En el año 2010 tenía una población de 932 habitantes y una densidad poblacional de 41,08 personas por km².

## Geografía
Amber se encuentra ubicado en las coordenadas 35°9′35″N 97°52′44″O / 35.15972, -97.87889 (35.159613, -97.878766).

## Demografía
Según la Oficina del Censo en 2000 los ingresos medios por hogar en la localidad eran de $32,083 y los ingresos medios por familia eran $34,688. Los hombres tenían unos ingresos medios de $24,531 frente a los $20,375 para las mujeres. La renta per cápita para la localidad era de $12,012. Alrededor del 10.8% de la población estaban por debajo del umbral de pobreza.